# Sítiny (Mnichov)
Sítiny (in tedesco Rauschenbach) è una frazione di Mnichov, comune ceco del distretto di Cheb, nella regione di Karlovy Vary.

## Geografia fisica
Il villaggio si trova 1,5 km a sud-ovest da Mnichov. Nel villaggio sono state registrate 46 abitazioni, nelle quali vivono 61 persone.
Altri comuni limitrofi sono Kyselka, Prameny, Nová Ves, Bečov nad Teplou, Krásno ed Ehrlich a nord, Bohuslav, Popovice, Louka, Poutnov ed Hostec ad est e Číhaná, Rájov, Závišín, Služetín, Horní Kramolí, Babice e Zádub a sud.